# 越智文雄 (文学者)
越智 文雄（おち ふみお、1910年2月25日 - 2003年1月26日）は、日本の英文学者。元同志社女子大学学長。イングランドの詩人ジョン・ミルトンを専門とし、日本ミルトン・センター（日本ミルトン協会の前身）の設立者、初代代表者。愛媛県出身、広島生まれ。同志社大学英文科卒業（1934年）。1960年、文学博士。
平井正穂は、越智の1953年の著作『ミルトン研究』を日本におけるミルトン研究史の「一つ重要な指標」と評価した。
孫の越智敏裕は弁護士・上智大学教授・小説家。

## 著書
- 『わがミルトン探訪 : 研究と随想』シオン出版社、1986年
- 『同志社栄光館より学びしもの : 女子大学生へのメッセージ集』シオン出版社、1983年
- 『ミルトン論考』南雲堂、1959年
- 『ミルトン研究』同志社大学出版部、1953年
- 「越智文雄先生を偲ぶ集い」実行委員会編『Dum spiro, spero 越智文雄先生遺稿集』、2003年